# 大理石

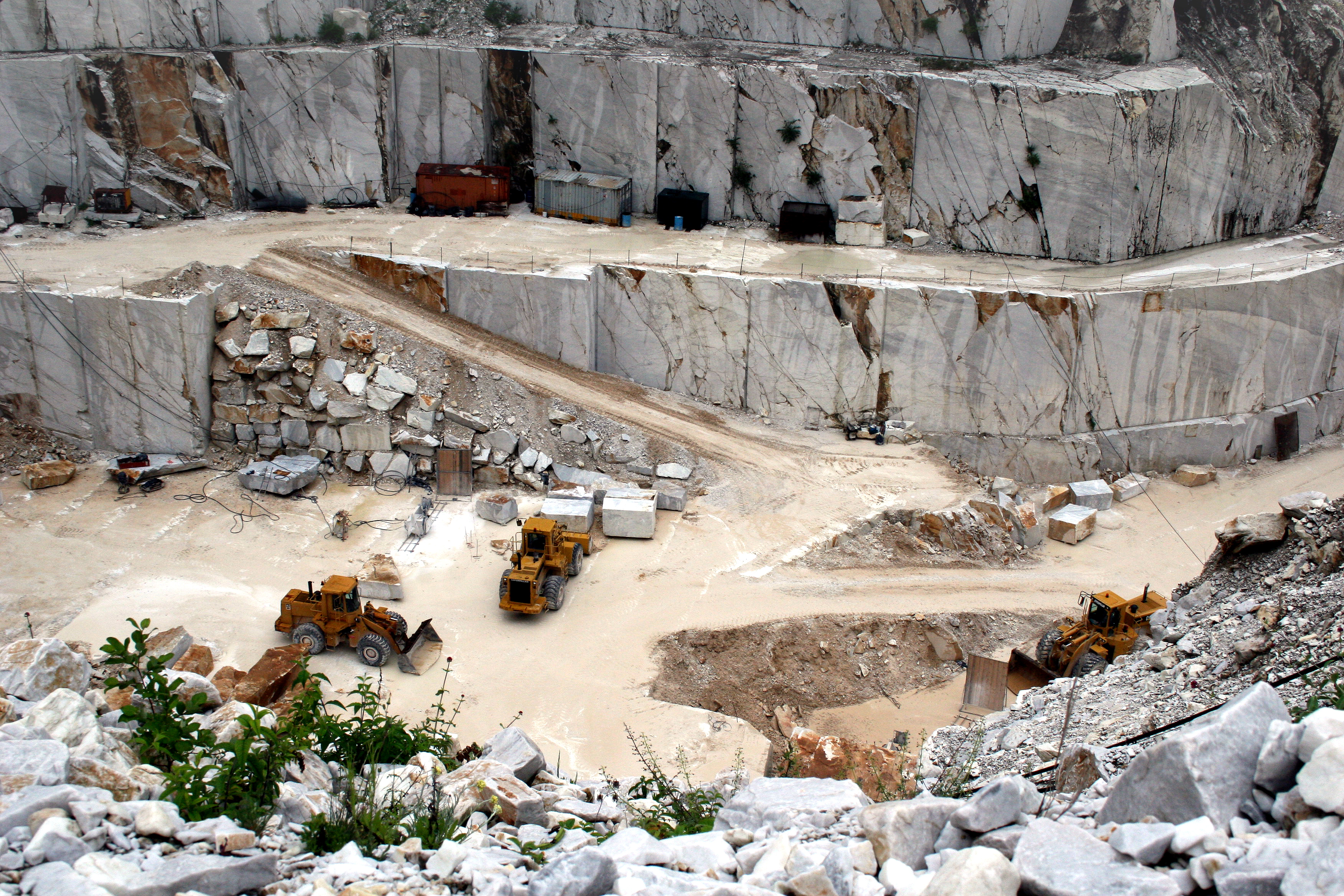
カッラーラの大理石採石場とホイールローダー。

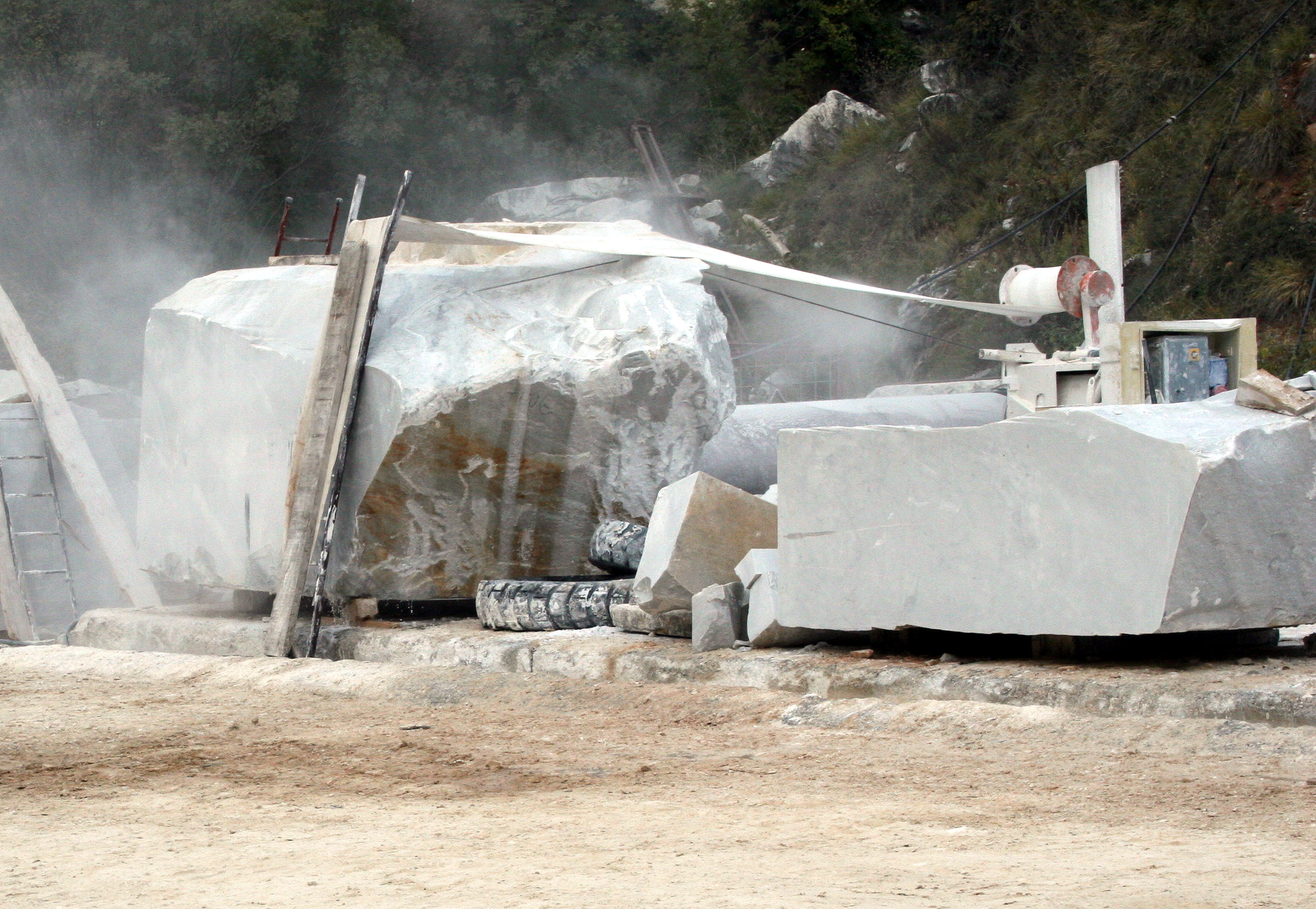
大理石の採石場でのワイヤーソーを用いた分割

大理石（だいりせき、英: marble）とは、石灰岩が変成作用を受けてできた粗粒の方解石、ドロマイトなどの岩石のこと。岩石学では「結晶質石灰岩」と呼び、変成岩の一種と位置付けている。#岩石学での位置づけ古代より建築材料や彫刻の材料として使われている。#石材や建築材料
「大理石」は石材としての呼称であるが、変成作用を受けていない石灰岩（化石を含む場合あり）や、蛇紋岩などもそう呼ばれる場合がある。

## 呼称
英語 Marble の語源は、古代ギリシア語 Marmaros （＝「輝く石」）と呼ばれており ラテン語で借用され Marmor、古フランス語では Marbre 、中世英語に移入され Marble となった。
漢字の「大理石」は、雲南付近に10世紀から13世紀にかけて存在した「大理国」で産出する石材であったことに由来する。

## 石材や建築材料
石材として「大理石」と呼ばれるものには、岩石学上の大理石（結晶質石灰岩）のほか、模様や色合いの美しい非変成の石灰岩、トラバーチン（層状の縞状構造を持つ化学沈殿結晶質石灰岩）、鍾乳石、ケーブオニックスなどが含まれる。イタリアの「カッラーラ・ビアンコ」、ギリシャの「ペンテリコン」トルコ産の白大理石などが有名。
大理石でできた建造物はパルテノン神殿などの神殿類、ローマのコロッセオ、インドのタージ・マハルなどがよく知られている。また、『ミロのヴィーナス』や『サモトラケのニケ』も大理石でできている。ミケランジェロも大理石から数多くの彫刻を制作した。

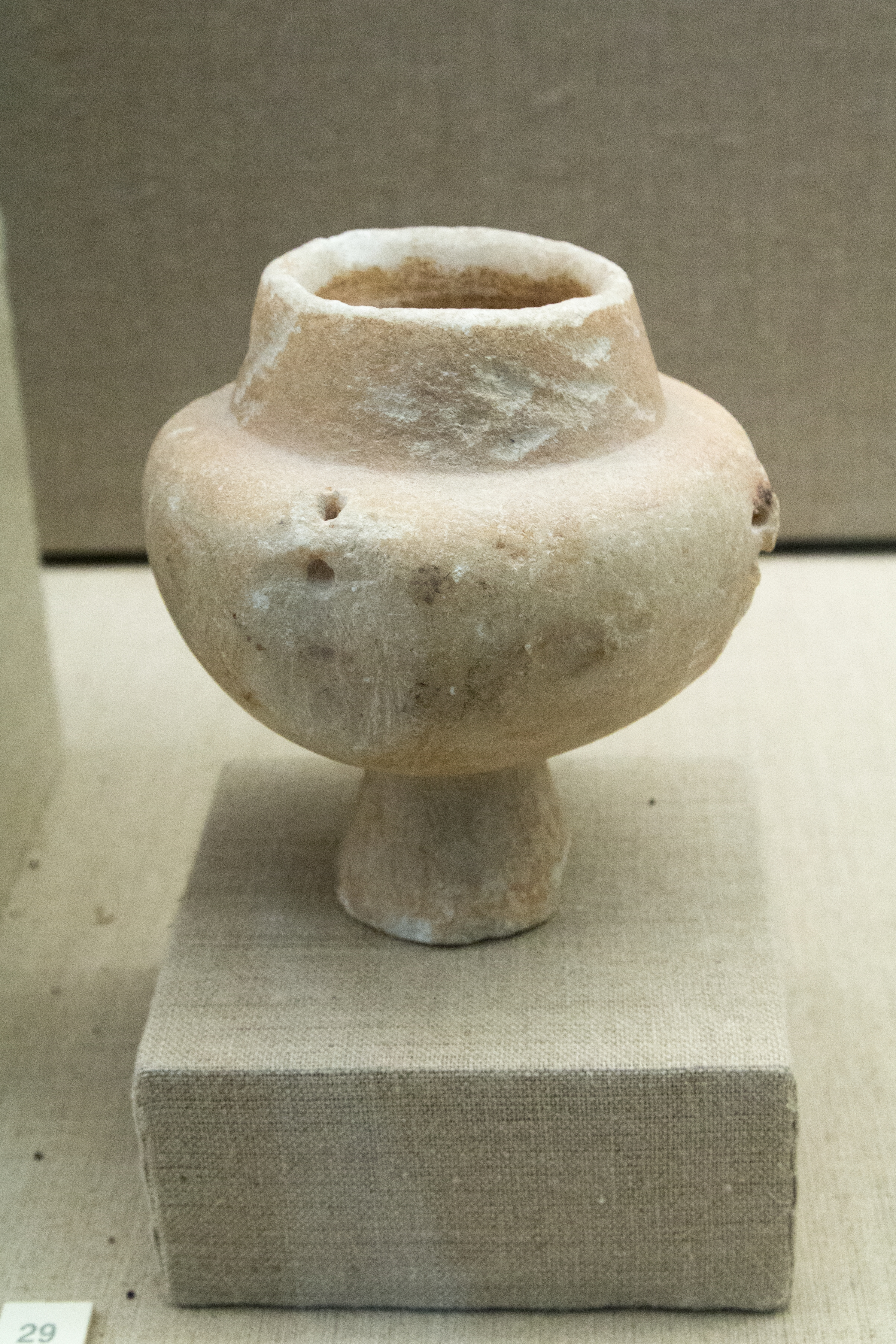
フィラ (サントリーニ島)（英語版）で見つかった、B.C.2700-2300に作られたと推定されている大理石製の容器
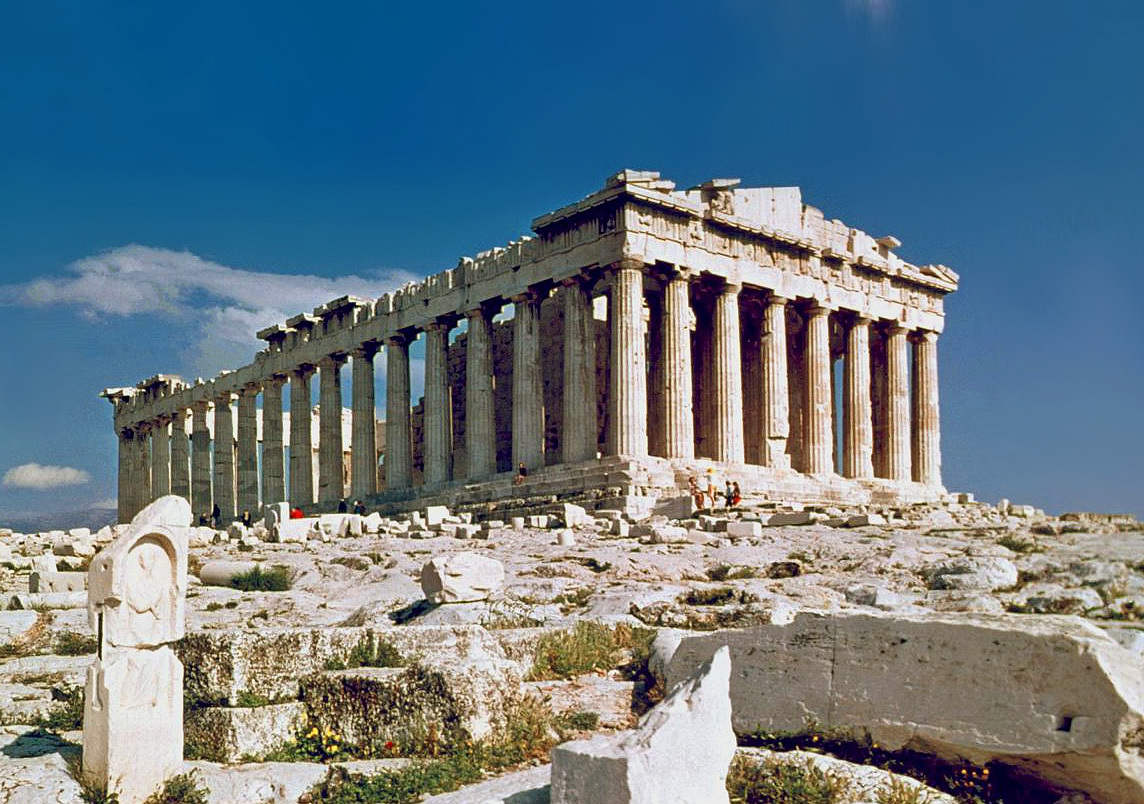
パルテノン神殿
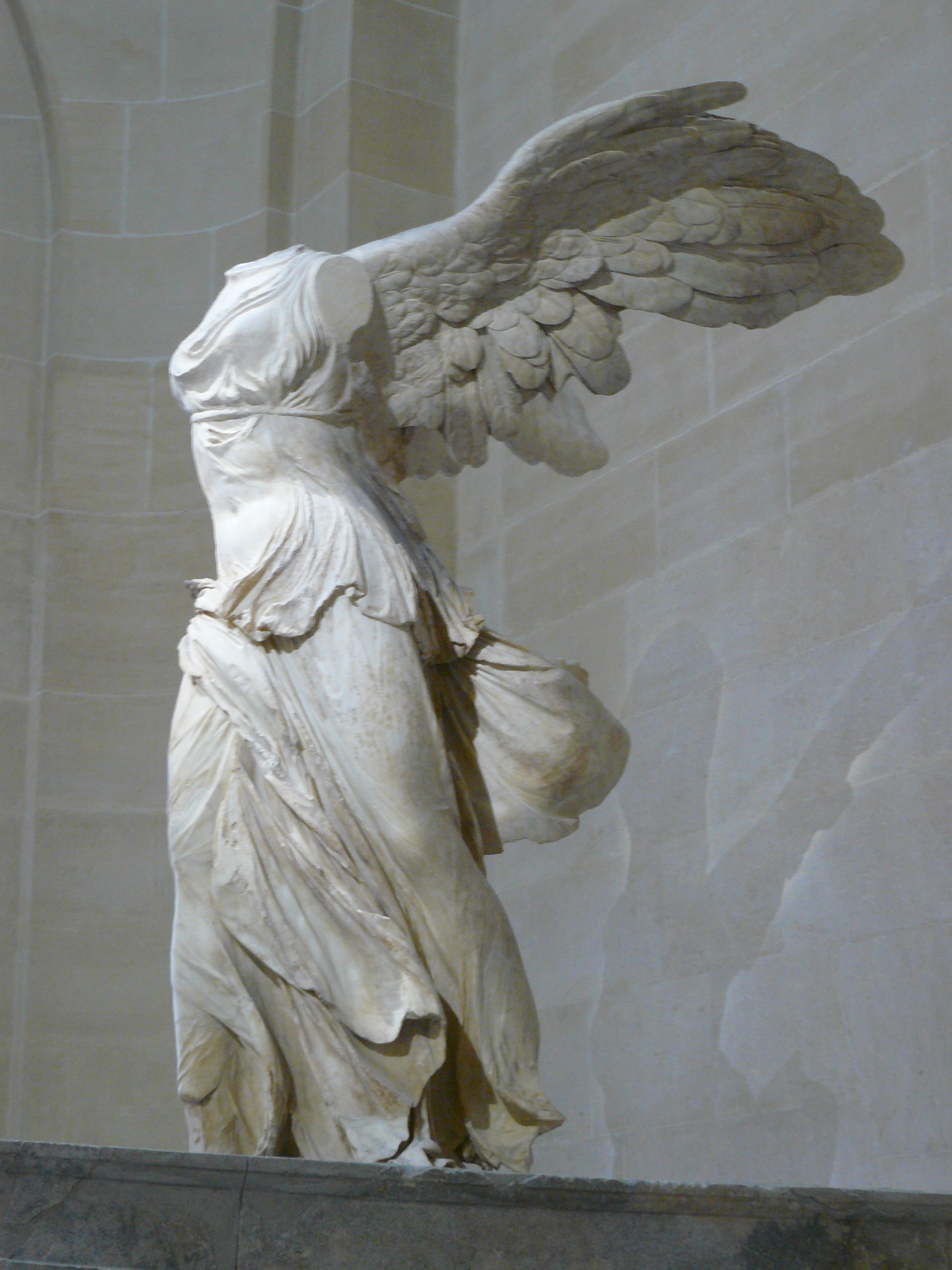
サモトラケのニケ
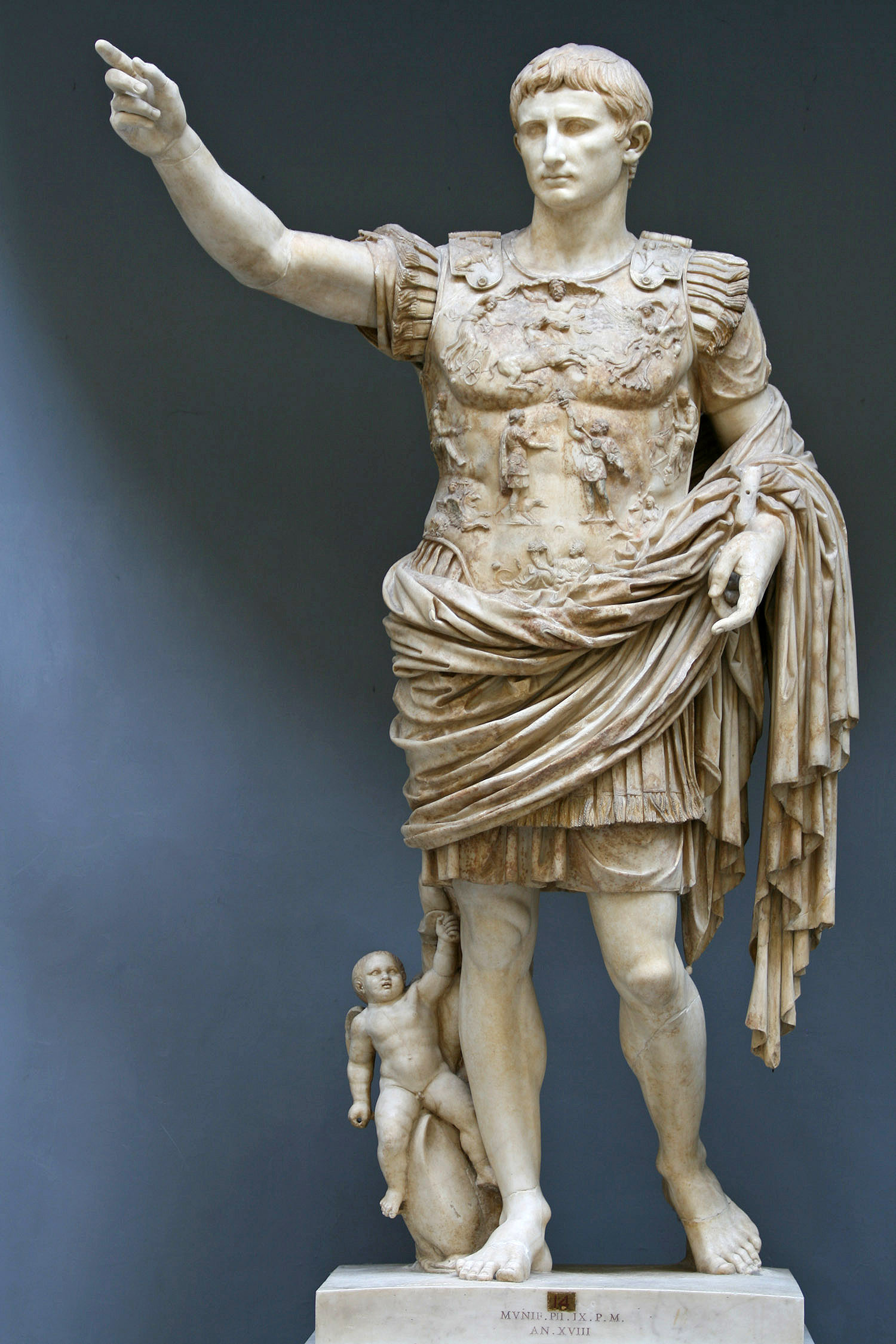
プリマポルタのアウグストゥス
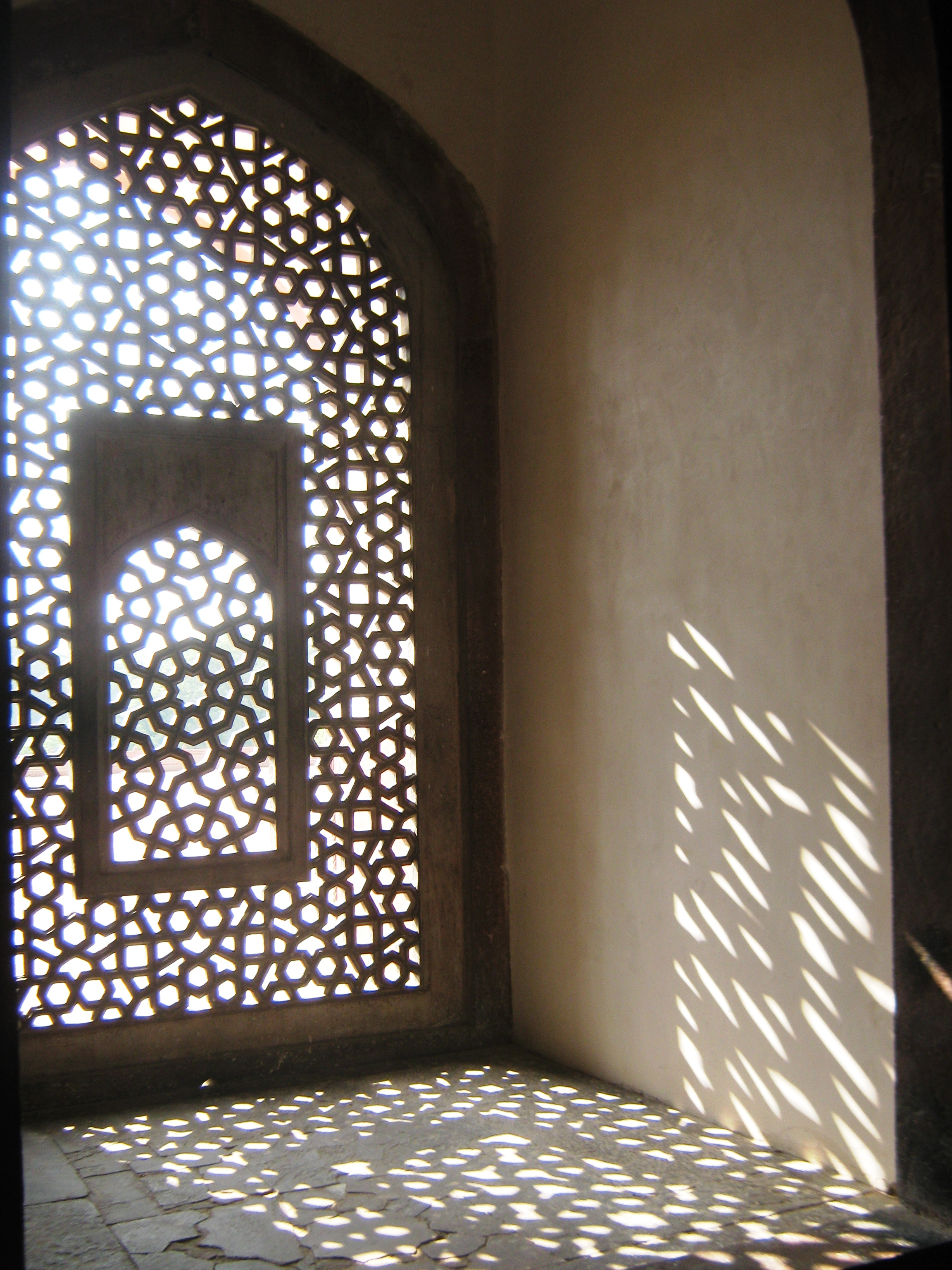
フマーユーン廟の、大理石製の飾り窓
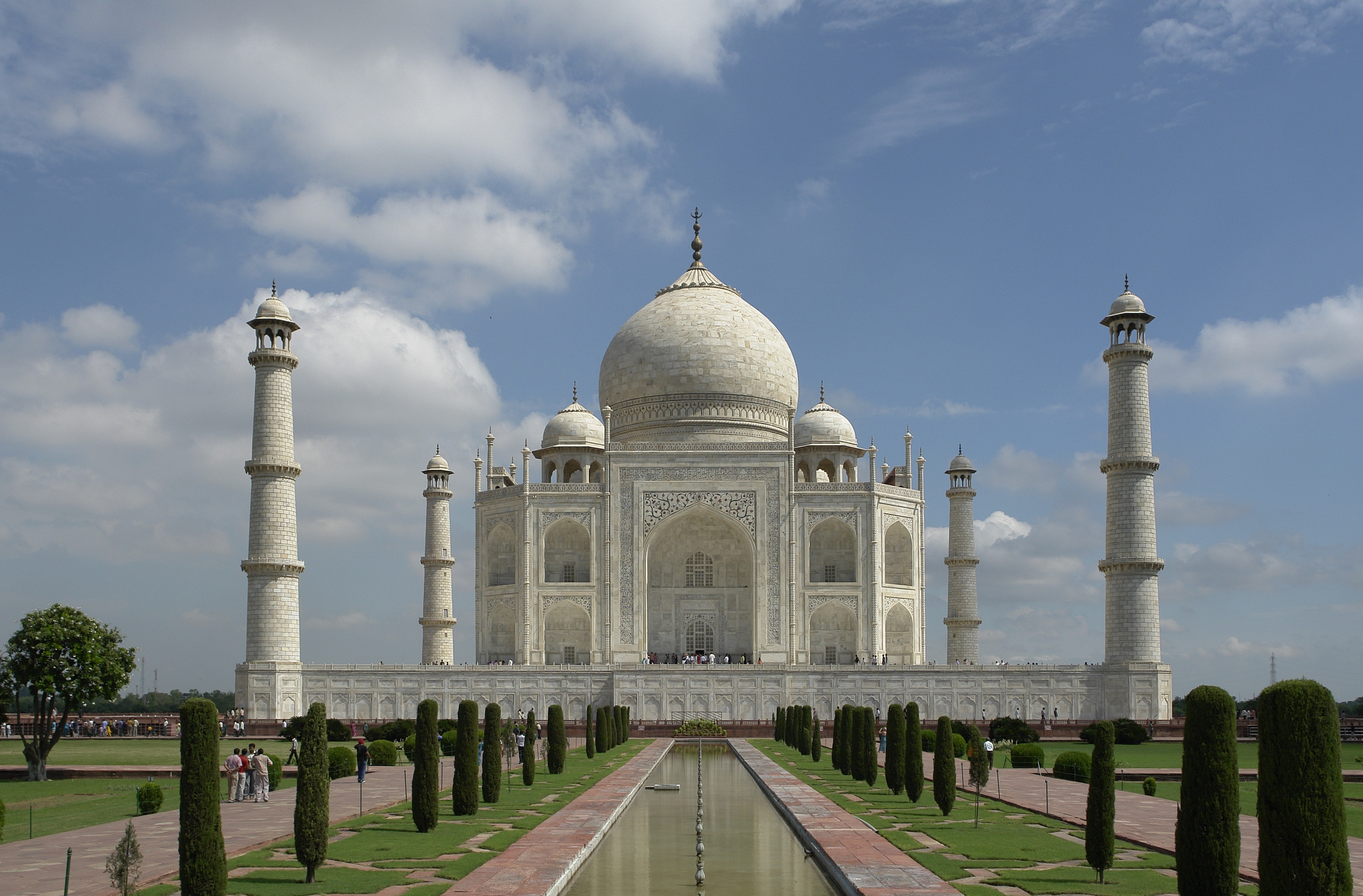
タージ・マハル

大理石はその後も、ヨーロッパで建築物の外装、内装、キッチンの調理用天板、家具や調度品、クラフトテーブル、ボタンにも使われてきた。最近ではオーディオボードや マウスパッドなどにも使われることがある。

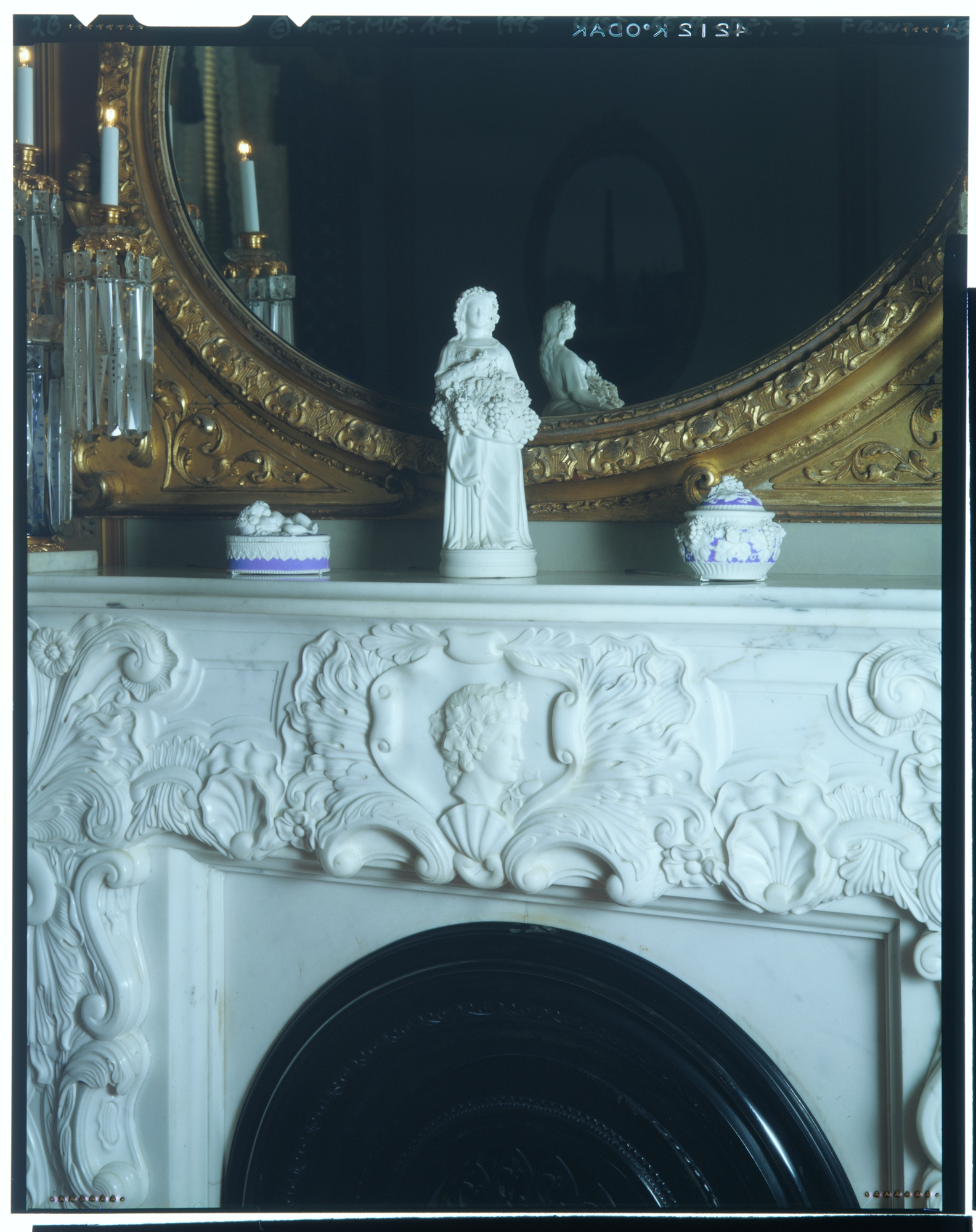
大理石のマントルピース（＝暖炉の飾り枠。調度品を置くのにも使う。）
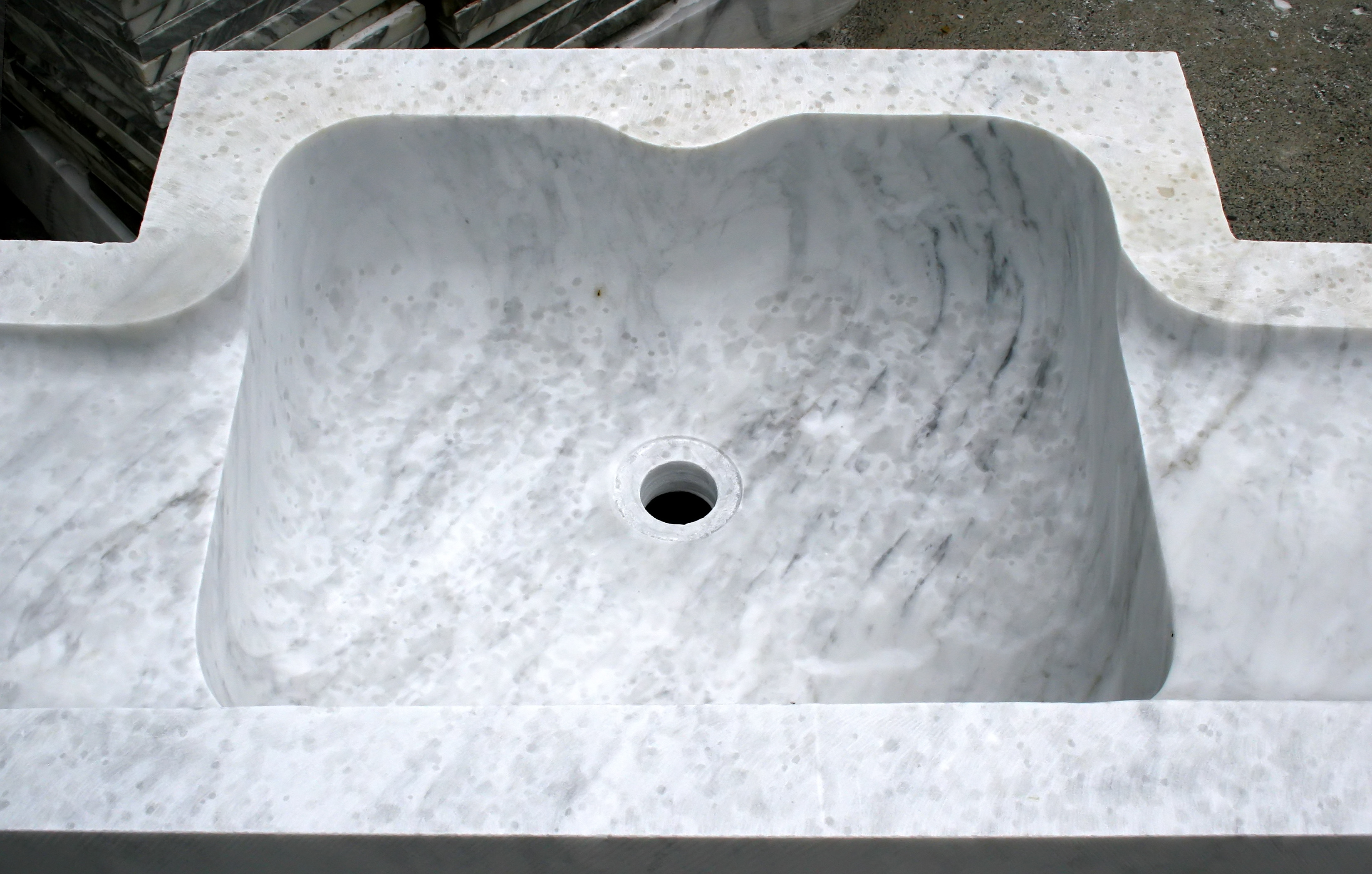
カラーラ大理石で作った洗面台
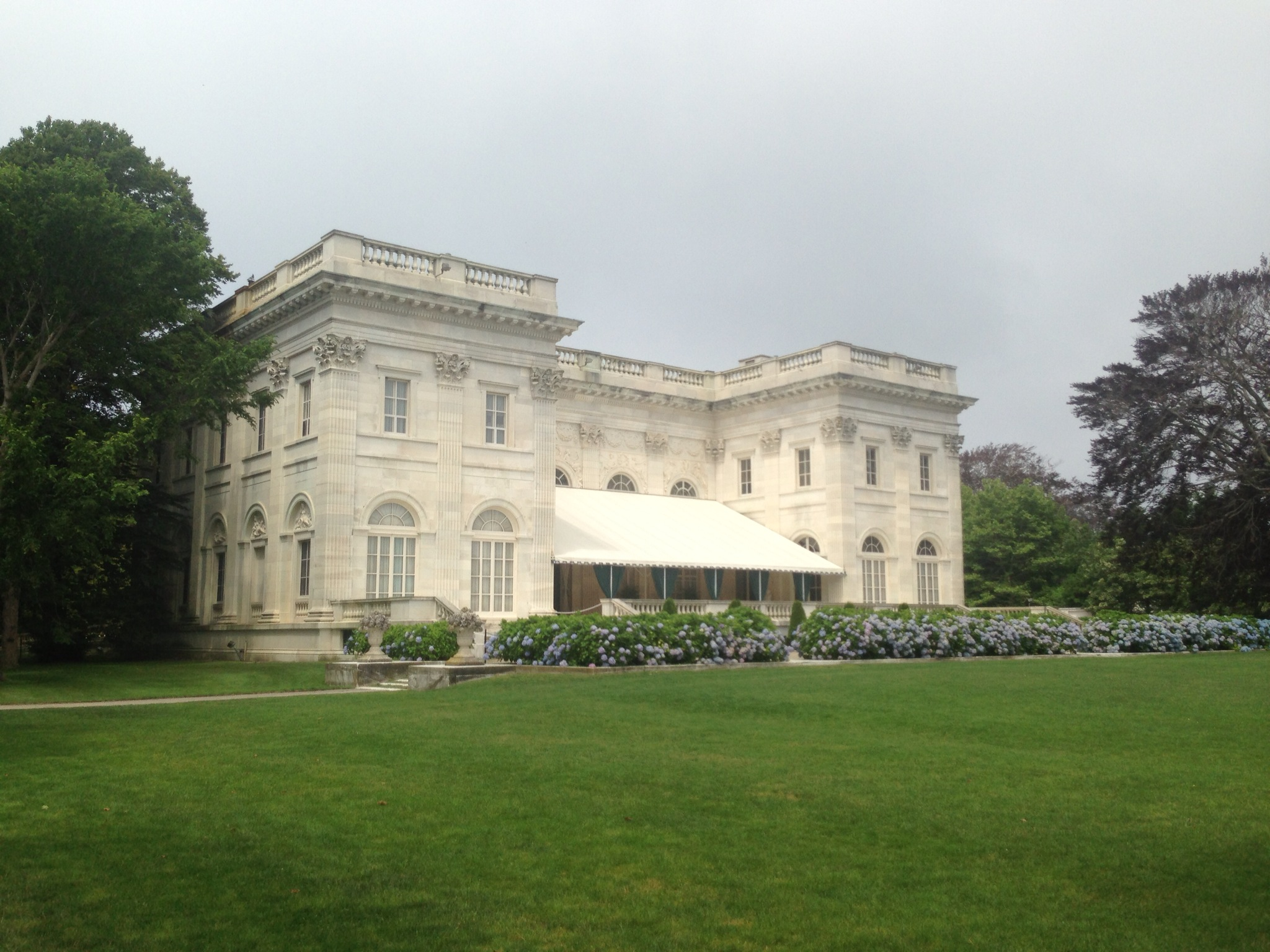
米国ロードアイランド州ニューポートで19世紀後半に完成した邸宅「マーブル・ハウス（英語版）」。大理石を多用している。
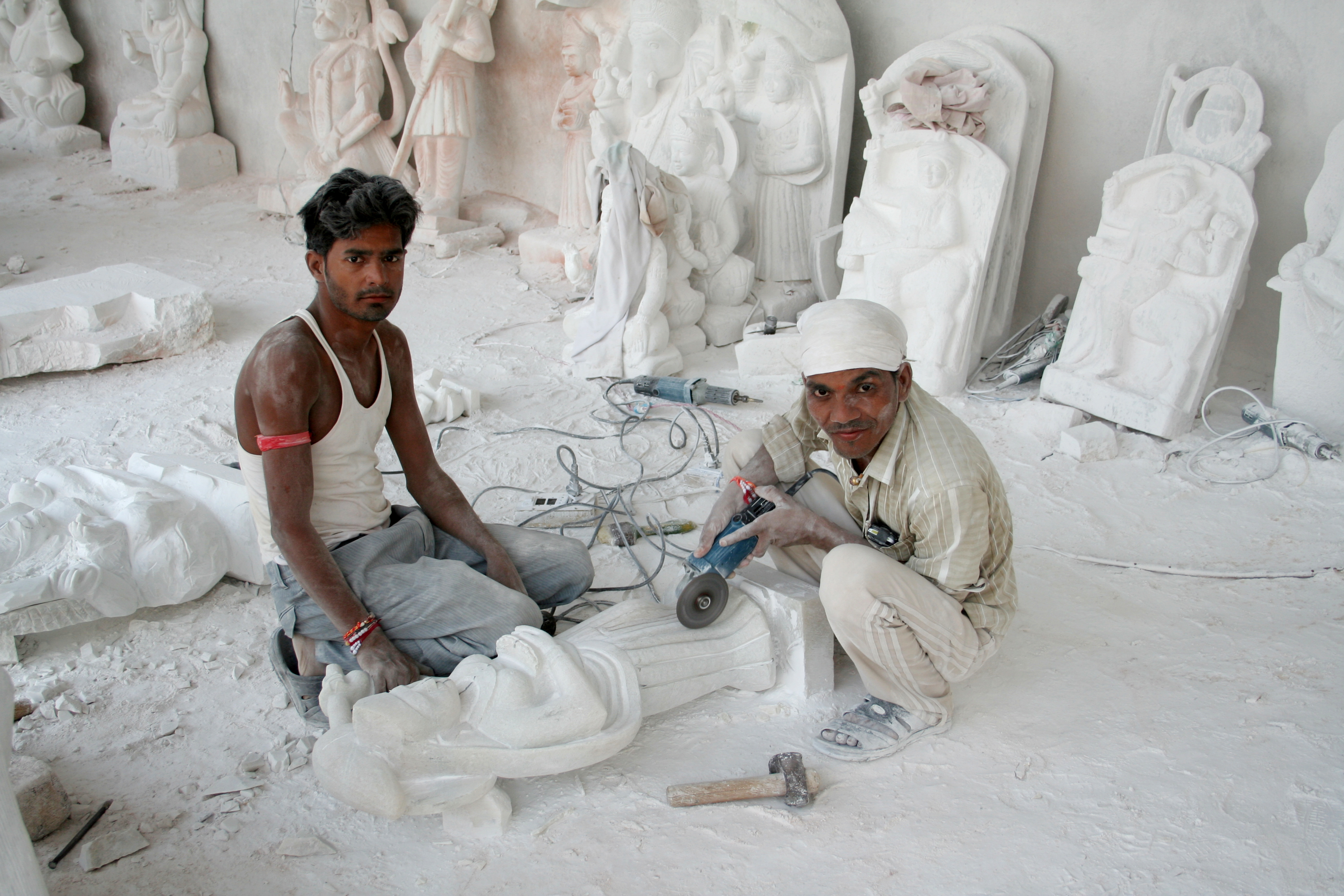
インド、ジャイプールの大理石像制作者たち

日本でも明治時代以降、洋風建築の建築材料として内装用にイタリア産大理石が使われるようになり、大正・昭和時代以降はデパートや一般企業のビルなどでも用いられ、一般の住宅でも洋風の住宅では建築材料として用いることも増えている。 近年はアジア産のものも使われている。
福島県、岩手県、茨城県、埼玉県、静岡県、岐阜県、高知県、徳島県、山口県、福岡県などで産出される。多くは粉砕し工業原料（炭酸カルシウム）として利用されているが、彫刻、工芸品やインテリア製品にも加工される。建築材料としても利用可能な大理石もいくつかの地方で産出している。

### さまざまな色や模様
大理石には産地ごとにさまざまな色彩や模様のものがある。

大理石の産地や石種、写真で見る色や模様
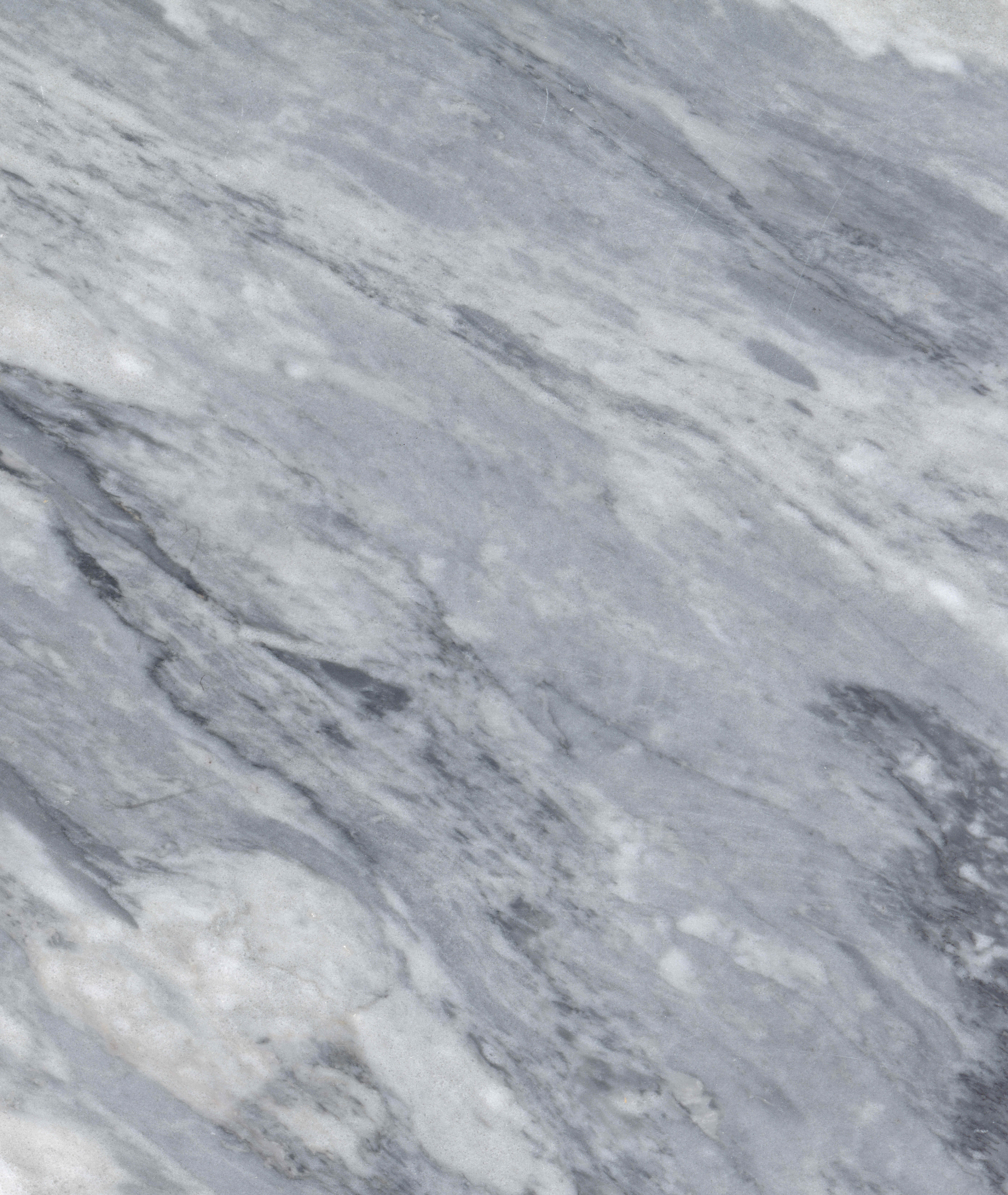
ジュラ紀由来、イタリア、カッラーラ産の「Bardiglio」。イタリアなどでは「大理石の皇帝」などと謳われている。 元は20 × 15 cm
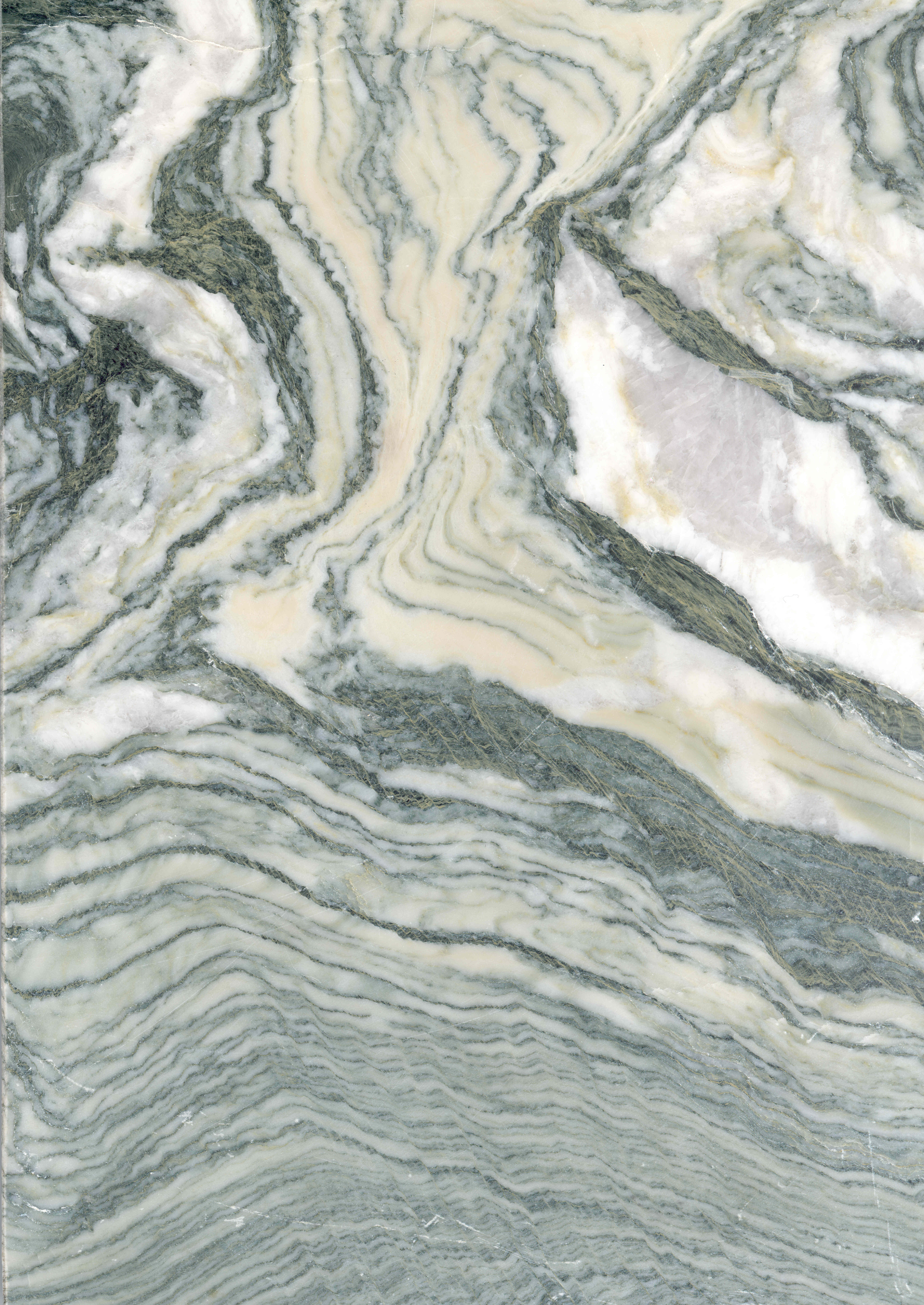
イタリア、ルッカ県スタッツェーマ産の「Cipollino Damascato」。元は22 × 15 cm
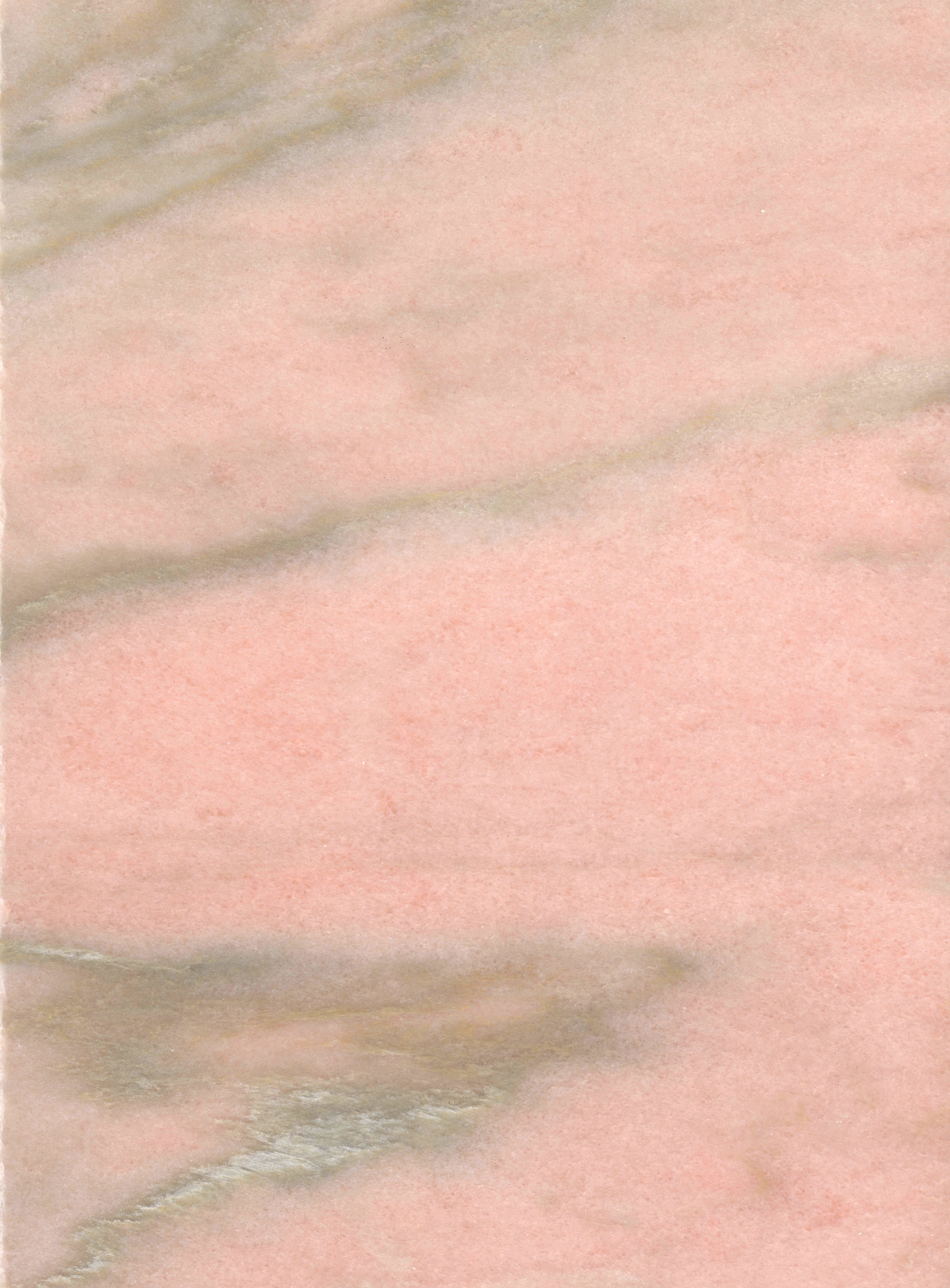
ポルトガル、エストレモス産の「Estremoz エストレモス」。 元は22 × 15 cm
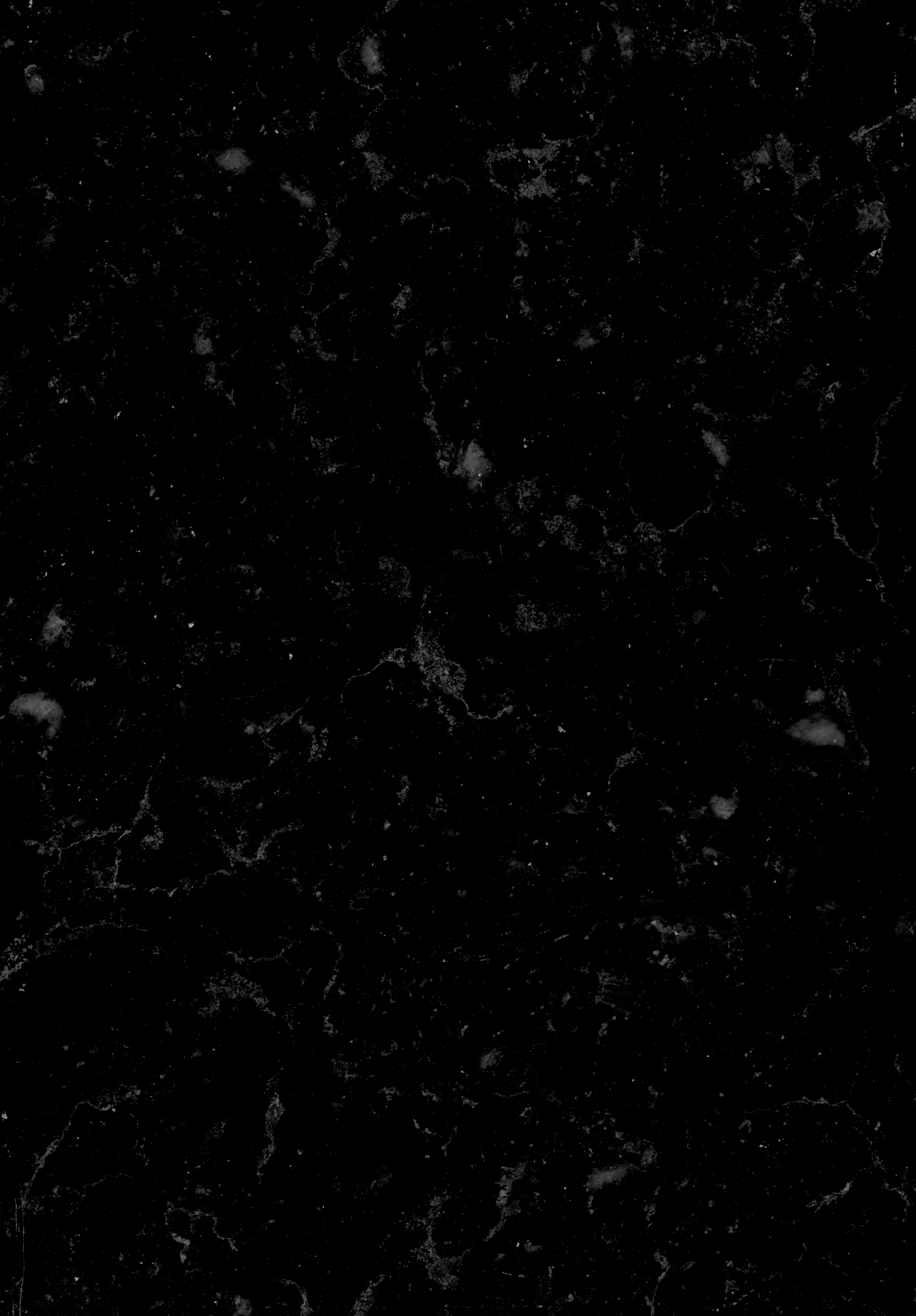
三畳紀由来、トルコ、アナトリア、アクシェヒル産の「アクシェヒル・ブラック」（黒を基調として、白やライトグレーが混じる）。 ca. 22 × 15 cm
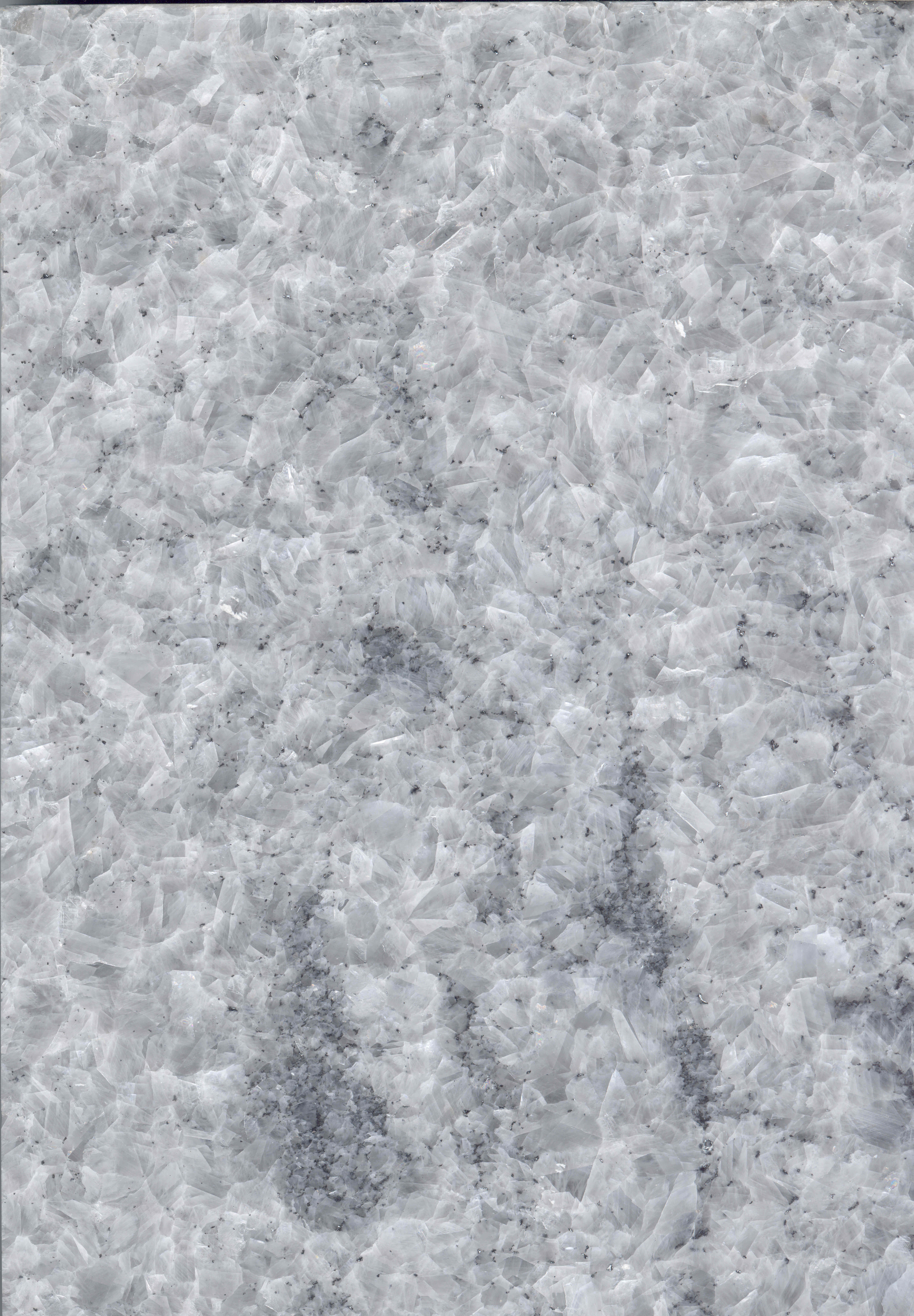
ポルトガル、Trigaches産の「Trigaches」。元は22 × 15 cm
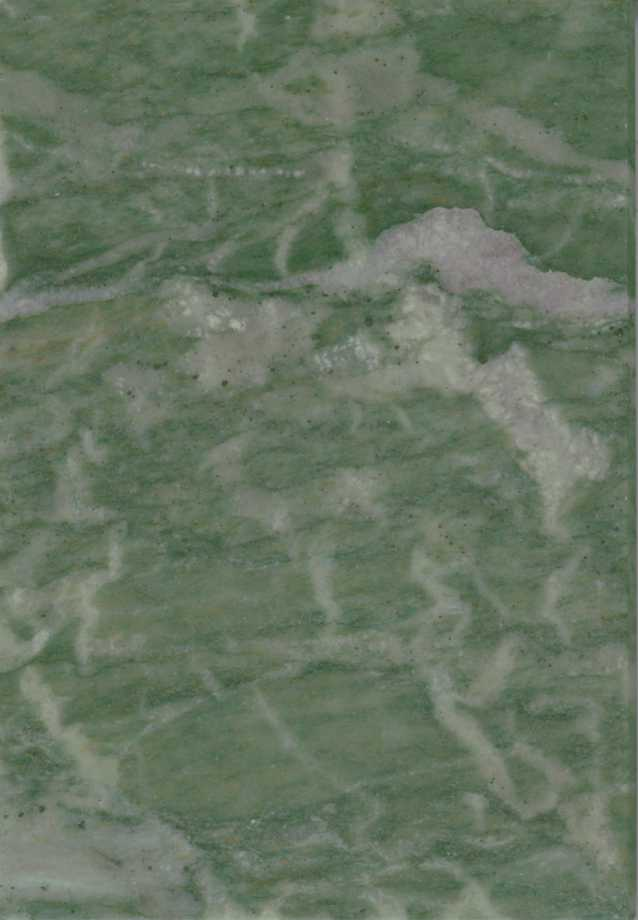
古生代由来、フィンランド、キッティラ産の「キッティラ大理石」。 元は12 × 7 cm
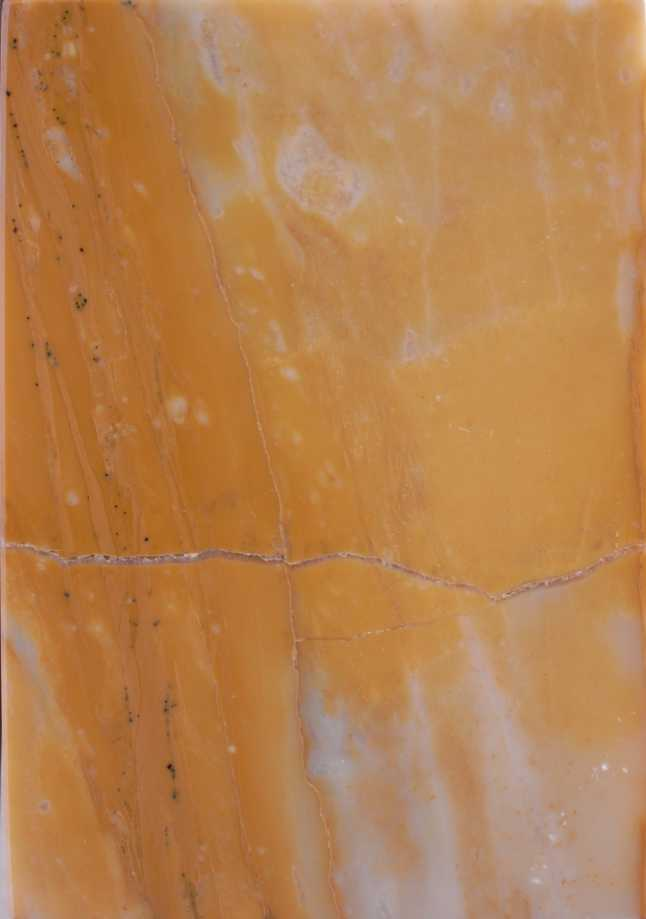
イタリア、エルザ川（イタリア語版）産の「シエネ大理石」。 元は10 × 7 cm
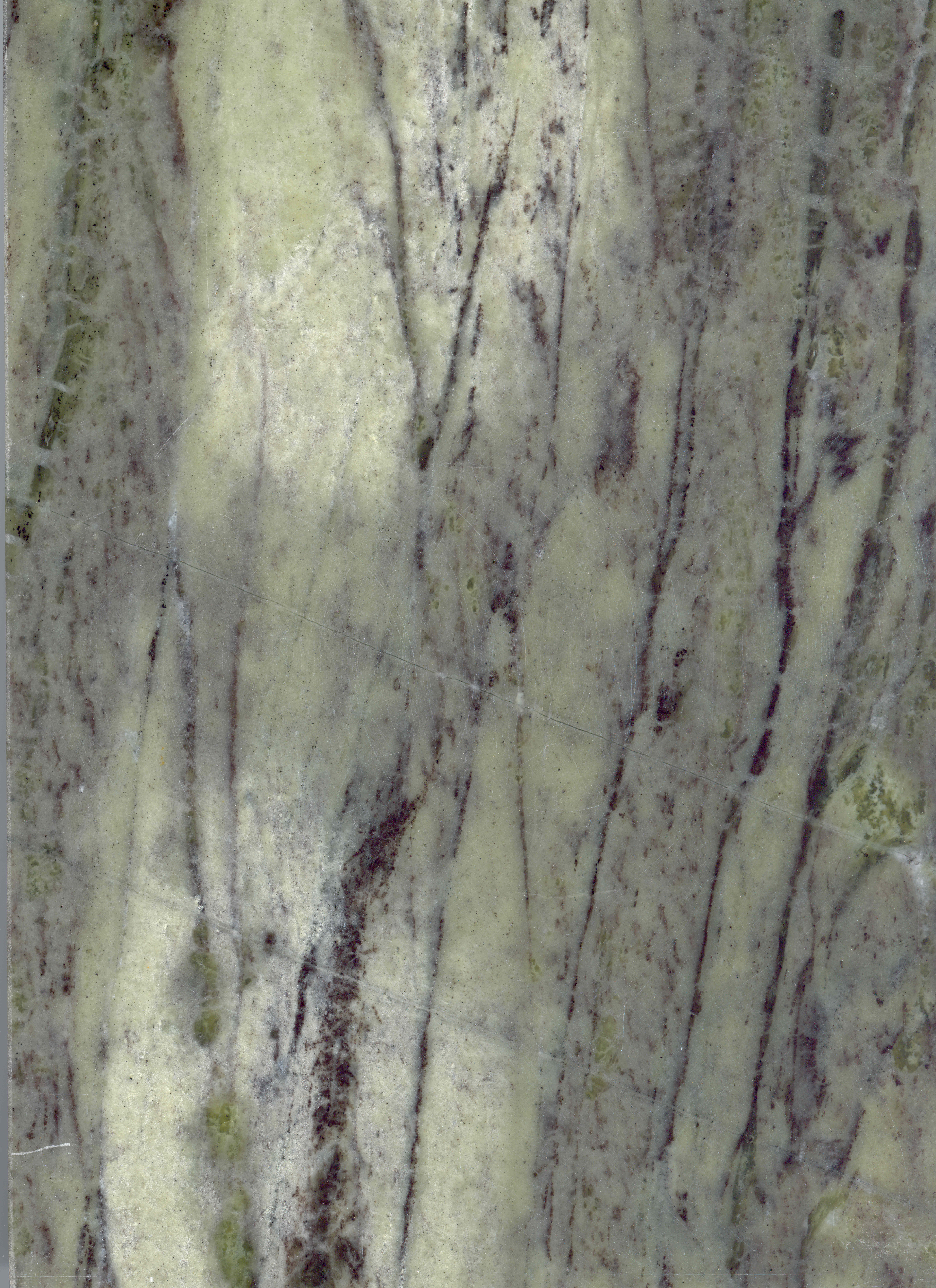
ドイツ、バイエルン州、ティーエルスハイム産の「ティーエルスハイム・シリカ大理石」。元は22 × 15 cm
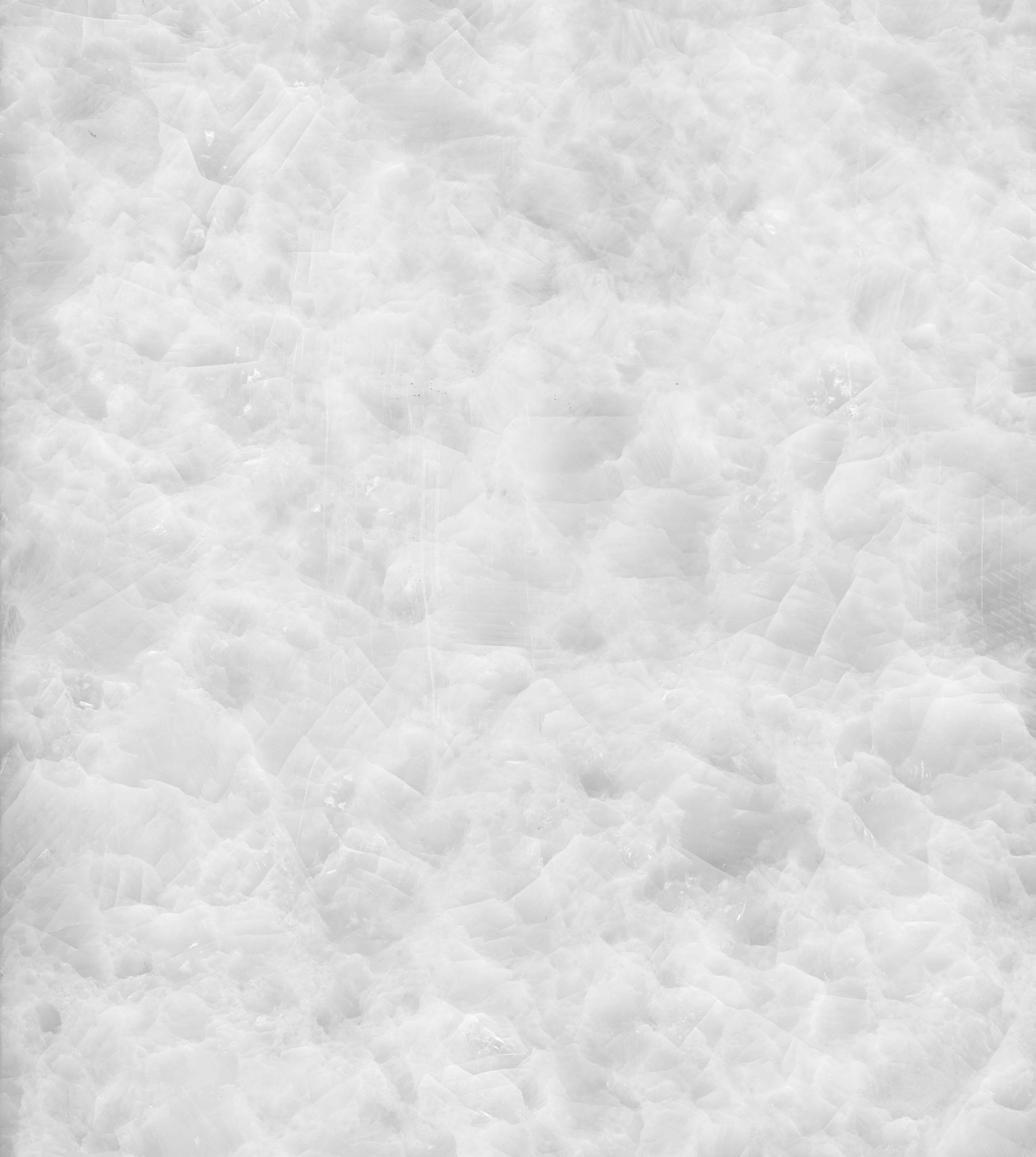
ギリシャ、ナクソス島産の「ナクソス大理石（英語版）」。元は22 × 15 cm

### 有名な石種
ルネサンス期以降に使われた大理石がリスト化されている。
フランス語版 fr:Liste des marbres modernes
英語版  en:List of types of marble
- 石灰岩石材の一覧（英語版）

- イタリア
  - ネンブロ・ロザート。住友会館（大阪市北区）、日本橋松坂屋（東京都中央区）、名鉄メルサ（名古屋市中村区）。
  - キャンポ・ペルラ。大丸心斎橋店（大阪市中央区）、八重洲ビル（東京都千代田区）。
  - カラカータ・ヴァーリ・ロザート。松坂屋上野店（東京都台東区）、川奈ホテル（静岡県伊東市）。
  - スタラティーナ。銀座和光（東京都中央区）、日本橋高島屋（同）。
  - グリーン・チポリーノ。三越日本橋本店（東京都中央区）、名興ビル（名古屋市中区）、福岡ビル（福岡市中央区）。
  - キャーロ・ダマスコ。農林年金会館（虎ノ門パストラル。東京都港区）、JR大阪駅地下1階コンコース（大阪市北区）。
  - 廃墟大理石（フィレンツェ石）
- フランス
  - ルージュ・ドゥ・ヴィトロール。三越日本橋本店（東京都中央区）、丸栄本店（名古屋市中区）。
  - ジョーヌ・ドゥ・ブリニョール。丸の内ビルディング正面玄関。
  - ルバネ・ヴェリタブル。ヒルトンホテル大阪（大阪市北区）、近鉄新名古屋ビル（名古屋市中村区）。
  - ヴェール・デストゥール。三越日本橋本店（東京都中央区）。
- トルコ 
  - ストリアート・オリンピコ。第一生命大井本社（神奈川県大井町）、日本ビルディング（東京都千代田区）。
- ポルトガル
  - リオシュ。
    - リオシュ・モンテオール。松坂屋本店（名古屋市中区）
    - リオシュ・チャイネット。JR名古屋駅新幹線階段（名古屋市中村区）
    - サンフロリエント・ローズ。富士ビル（東京都千代田区）
- スウェーデン
  - スウェーディシュ・グリーン。ノーベル賞授賞式が行なわれるストックホルム市庁舎、資生堂銀座ビル（東京都千代田区）、親和銀行本店（長崎県佐世保市）。
  - インペリアルレッド。霊友会（東京都港区）、福岡シティ銀行（福岡市博多区）、堀内ビル（名古屋市中村区）。インペリアルレッドは花崗岩では？
  - カーネーション・レッド。ヘップナビオ（大阪市北区）、京都阪急（京都市下京区）、スウェーデン大使館（東京都港区）。インペリアルレッドは花崗岩では？
- カナダ
  - カナディアン・ブラック。CBSビル (ニュー・ヨーク)（英語版）、サンワ東京ビル（UFJ銀行東京ビル、東京都千代田区）、京橋MTビル（東京都中央区）。
- インド
  - マガディ・レッド。三角ビル（住友ビル、東京都新宿区）、共栄火災ビル（東京都千代田区）。
- イギリス
  - ケンティッシュ・ラグストーン。ウェストミンスター大聖堂、ロンドン塔など。
- 日本
  - 茨城県
    - 寒水（かんすい）。NKKビル（東京都千代田区）、MOA美術館（静岡県熱海市）、そごう東京店（読売会館。東京都千代田区）、中野サンプラザ（東京都中野区）。

  - 富山県
    - オニックス・マーブル。国会議事堂（東京都千代田区）

  - 岐阜県
    - 錦紋黄（きんもんき）。共立女子大学（東京都千代田区）。
    - 紅更紗（べにざらさ）。銀座松屋（東京都中央区）、丸栄本店（名古屋市中区）。

  - 高知県
    - 桑尾（くわお）。

  - 徳島県
    - 茶竜紋（ちゃりゅうもん）。国立博物館（東京都台東区）。
    - 淡雪（あわゆき）。国会議事堂（東京都千代田区）。
    - 時鳥（ほととぎす）。国会議事堂（東京都千代田区）。

  - 山口県
    - 霰（あられ）。三越本店（東京都中央区）。
    - 霞（かすみ）。三井本館（東京都中央区）、国会議事堂（東京都中央区）
    - 白鷹（はくたか）。三越本店（東京都中央区）。国会議事堂（東京都千代田区）。
    - 薄雲（うすぐも）。国会議事堂（東京都千代田区）。
    - 銀波（ぎんぱ）。
    - 六丁場白（ろくちょうばしろ）。
    - 鶉（うずら）。国会議事堂（東京都千代田区）。
    - 淡雪（あわゆき）。
    - 伊佐白（いさしろ）。
    - 黄華（おうか）。
    - 山吹（やまぶき）。国会議事堂（東京都千代田区）。
    - 吉野桜（よしのざくら）。国会議事堂（東京都千代田区）。
    - 御器伏（おきぶせ）。
    - 金襴（きんらん）。
    - 黒霞（くろがすみ）。国会議事堂（東京都千代田区）。
    - 黒竜（こくりゅう）。
    - 小桜（こざくら）。国会議事堂（東京都千代田区）。
    - 白千鳥（しろちどり）。
    - 豆班（ずはん）。
    - 聖火（せいか）。
    - 長者錦（ちょうじゃにしき）。
    - 梅花石（ばいかせき）。
    - 白鳳（はくほう）。
    - 紅珊瑚（べにさんご）。
    - 八重桜（やえざくら）。
    - 山口更紗（やまぐちさらさ）。

  - 鹿児島県
    - 田皆（たみな）。大手町KDDIビル（東京都千代田区）、新宿伊勢丹（東京都新宿区）。

  - 沖縄県
    - 琉球大理石。沖縄美ら海水族館、首里城、国会議事堂。

### 取扱上の注意点
大理石は多くの方解石で構成されるが、成分が炭酸カルシウムであるため、塩酸などの強酸と反応して二酸化炭素を放出する。塩酸が含まれる酸性洗剤を使ったり、誤ってこぼしたりすると光沢が無くなったり、痩せたりするので注意が必要。酸性雨の影響を受けやすく、露天に置かれた彫刻などでは細かい細工を失ってしまったものも数多い。

## 人工大理石
人工大理石はアクリルやポリエステル等の樹脂に無機物を混ぜたもので、そのほかにセメントに大理石粒子を混ぜた人造大理石（テラゾー）もある。
使われなくなってきた技法では、石膏と接着剤と顔料を使ったスカリオーラと呼ばれるものがある。

## 岩石学での位置づけ
一般に「大理石」と呼ばれているものを岩石学では結晶質石灰岩（けっしょうしつせっかいがん、英: crystalline limestone）と呼ぶ。石灰岩がマグマの熱を受けて接触変成作用で再結晶したもので、変成岩の一種である。主な構成鉱物は方解石で、個々の結晶が肉眼で見える大きさになっていることも多い。通常は、化石や層状構造など、元の石灰岩ができた時の内部構造はほとんど残っていない。ちなみに、カルシウムは40％含まれている。
スカルンと呼ばれる金属鉱床をともなうことがあるほか、稀に化石を内包することもある。

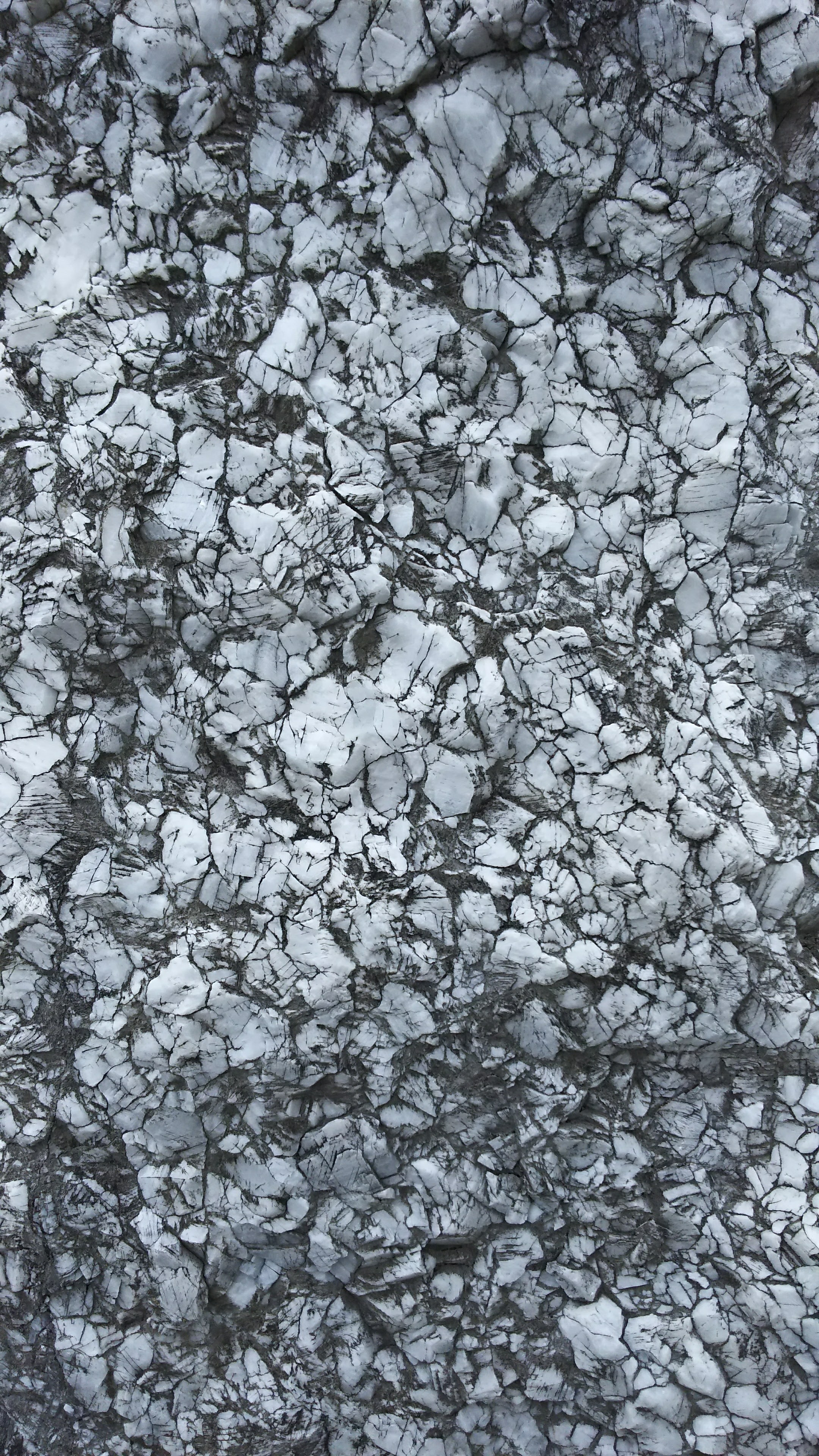
愛媛県越智郡上島町弓削島石灰山の結晶質石灰岩